# Esther Hill
Esther Marjorie Hill fue una arquitecta canadiense y la primera mujer en graduarse en arquitectura en la Universidad de Toronto.

## Primeros años

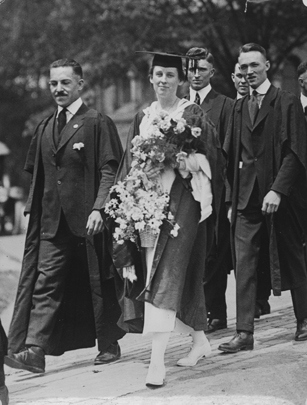
Hill graduándose de la Universidad de Toronto en 1920.

Hill nació el 25 de mayo de 1895 en Guelph, Ontario. Su padre, E. Lincoln Hill, fue un profesor y un bibliotecario de la Biblioteca Pública de Edmonton (donde sirvió como Jefe Bibliotecario desde 1912 hasta 1936), y su madre, Jennie Stork Hill, fue una de las primeras 10 mujeres en estudiar en la Universidad de Toronto. Después de ganar su licenciatura en artes en la Universidad de Alberta en 1916, Hill empezó a tomar clases de arquitectura en la misma institución, hasta que el programa fue cancelado y ella tuvo que transferirse a la Universidad de Toronto. Se graduó en 1920, convirtiéndose en la primera mujer de la Universidad de Toronto en recibir un título universitario en arquitectura.

## Carrera
Hill luchó a principios de su carrera por su género. El retroceso de los hombres en el negocio de la arquitectura fue sentido por ellos, y las oportunidades fueron carentes para Hill. Una vez graduada, Hill sólo podía encontrar una oportunidad de trabajo: como diseñadora de interiores en los grandes almacenes de Eaton. Eventualmente ella regresó a Edmonton. En 1920 y 1921 escribió una serie de artículos en el diario Agricultural Alberta (Alberta Agrícola), describiendo su enfoque funcional sobre la arquitectura doméstica y su creencia en el diseño para permitir tanta luz natural como sea posible. Su solicitud para ingresar al Alberta Association of Architects (Asociación de Arquitectos de Alberta) pudo haber sido rechazada porque ella carecía del obligatorio año de experiencia. A pesar de las luchas, encontró un trabajo como dibujante en la firma arquitectónica llamada MacDonald and Magoon Architects (Arquitectos MacDonald y Magoon) que quedaba en Edmonton. En el otoño de 1922, empezó a tomar clases sobre planificación urbana en la Universidad de Toronto.
Hill fue a Nueva York y estudió en la Universidad de Columbia, aprendiendo de Anna Schenck, Marcia Mead y Katharine Budd. Cuando regresó a Canadá, volvió a hacer una solicitud para entrar en la Asociación de Arquitectos de Alberta. En 1925, Esther Hill se convirtió en la primera mujer canadiense en ser registrada como arquitecta.
Regresó a Nueva York para trabajar con otra mujer arquitecta pero volvió a Edmonton en 1928. Ella más de una vez trabajo medio-tiempo para MacDonald y Magoon y continuó la lucha para encontrar un trabajo de tiempo completo. El impacto de la Gran Depresión hizo que las cosas fueran peores. Hill hizo de todo para obtener ingresos: fue maestra, hizo tejeduría, creó guantes y tarjetas de felicitación. Se mudó a Victoria, Columbia Británica en 1936 con sus padres, y después de la Segunda Guerra Mundial fundó su propia firma arquitectónica. Hill todavía continuó con el tejido, uniéndose así a la Victoria Weavers' Guild (Gremio de Tejedores de Victoria). Ganó el primer premio en tejeduría en la Exhibición Nacional de Canadá realizada en 1942.
En 1953 ingresó al Architectural Institute of British Columbia (Instituto Arquitectónico de Columbia Británica) y sirvió en el comité de planificación urbana por cinco años. Trabajando fuera de la casa de sus padres, dibujando diseños y sus mesas de comedor, ella se volvió una arquitecta independiente en Victoria, hasta su retiro en 1963. El trabajo de Hill fue descrito como "absolutamente solo" en la dominación de los hombres del mundo de la arquitectura. Mientras en Victoria, diseñó casas, iglesias, edificios de apartamentos, casas de retiro, y cocinas. Hill murió en 1985.
Algunos de sus dibujos están en los archivos de la Universidad de Toronto.